# Pema Chödrön

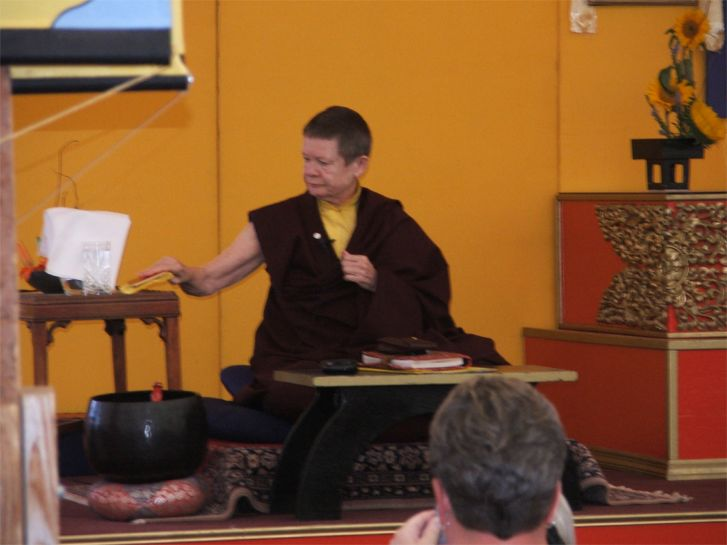
Pema Chödrön bei einem Vortrag im Shambhala Mountain Center in Red Feather Lakes, Colorado (2005)

Pema Chödrön (wylie: pad ma chos sgron; * 1936 als Deirdre Blomfield-Brown in New York City) ist eine US-amerikanische buddhistische Nonne und Schriftstellerin.

## Leben
Chödrön war Schülerin von Chögyam Trungpa, der sie 1986 zur Leiterin von Gampo Abbey, einem tibetischen Kloster der Karma-Kagyü-Linie des Vajrayana auf der kanadischen Kap-Breton-Insel, ernannte. Damit war sie die erste Amerikanerin, die zur Leiterin eines tibetisch-buddhistischen Klosters ernannt wurde.
Pema Chödrön leitet Kurse, Seminare und Retreats in Europa, Australien und den Vereinigten Staaten. In ihren Büchern versucht sie zumeist anhand von Alltagssituationen die buddhistische Lehre darzustellen. Dabei orientiert sie sich maßgeblich an Atishas „Losungen zur Geistesschulung“ (Lojong).
Pema Chödrön hat zwei Kinder und drei Enkelkinder.

## Werke (Auswahl)
- Beginne, wo du bist. Eine Anleitung zum mitfühlenden Leben. 3. Auflage. Aurum, Braunschweig 2000, ISBN 3-591-08374-7.
- Liebende Zuwendung, Freude im Herzen. 2. Auflage. Aurum, Braunschweig 1998, ISBN 3-591-08331-3.
- Tonglen. Arbor, Freiamt 2001, ISBN 3-924195-73-0.
- Die Weisheit der Ausweglosigkeit. Arbor, Freiamt 2004, ISBN 3-924195-99-4.
- Geh an die Orte, die du fürchtest. Buddhas Weg zu Furchtlosigkeit in schwierigen Zeiten. 3. Auflage. Arbor, Freiamt 2011, ISBN 978-3-936855-67-8 (amerikanisches Englisch: The Places that Scare You. Boston 2001.).
- Wenn alles zusammenbricht. Goldmann, München 2001, ISBN 3-442-21525-0.
- Frieden in schwierigen Zeiten. Arbor, Freiamt 2006, ISBN 3-936855-46-3.
- Es ist nie zu spät. Ein aktueller Reiseführer für den Weg des Bodhisattva. Arbor, 2007, ISBN 3-936855-37-4.
- mit Ayya Khema Offenes Herz – mutiger Geist. Jhana, 2004, ISBN 3-931274-28-4.
- Suche die Freude. Durch Lojong-Übungen Mitgefühl und Furchtlosigkeit entwickeln. Arkana, München 2009, ISBN 978-3-442-33822-1. (Mit CD Das Herz öffnen. Meditationsanleitungen zur Tonglen-Praxis.; Amerikanische Originalausgabe: Always Maintain a Joyful Mind. Shambhala Publications Inc., Boston 2007)
- Den Sprung wagen. Wie wir uns von destruktiven Gewohnheiten und Ängsten befreien. Arkana, München 2010, ISBN 978-3-442-33871-9 (amerikanisches Englisch: Taking the Leap. Freeing Ourselves from Old Habits und Fears. Boston 2009.).
- Meditieren. Freundschaft schließen mit sich selbst. Kösel, München 2013, ISBN 978-3-466-34592-2.
- Die 3 Versprechen. Was uns Halt gibt, wenn das Leben uns herausfordert. 2. Auflage. Arkana, München 2014, ISBN 978-3-442-34140-5 (amerikanisches Englisch: Living Beautifully with Uncertainty and Change. Boston 2012.).
- Das Unwillkommene willkommen heißen. Mit offenem Herzen Verletzungen, Traumata und Ängste überwinden. 2. Auflage. Arkana, München 2020, ISBN 978-3-442-34267-9 (amerikanisches Englisch: Welcoming the Unwelcome - Wholehearted Living in a Brokenhearted World. Boulder 2019.).